# NGC 15
NGC 15 är en ganska ljussvag ringformig galax i stjärnbilden Pegasus. 